# AZO
De AZO-groep is een van oorsprong Duitse multinational die zich voornamelijk bezighoudt met de conceptmatige uitwerking, productie, montage en automatisering van productieprocessen met betrekking tot opslag, zeven, doseren, wegen en het laden en lossen van stortgoed, poedervormige componenten en vloeistoffen voornamelijk voor het voeden van mengprocessen. 

## Geschiedenis
Adolf Zimmermann richtte zijn maalmachinefabriek in 1949 op samen met zijn vrouw Marianne, in een voormalige schapenstal in Osterburken, waar hij in zijn vrije tijd machines en molens voor bakkerijen produceerde. Zo was zijn eerste uitvinding ‘Pyramidal’ uit 1951 een griesmeelmachine in staat graanmolens effectief schoon te maken. Daarop volgde al snel in 1952 de eerste centrifugaalzeefmachine met de naam ‘Triumph’. Dit model diende als prototype voor de wervelstroomzeefmachine en is ontworpen in samenwerking met een meesterbakker. In de jaren ‘50 was AZO reeds een gevestigde naam binnen de bakkerswereld en de broodindustrie dankzij het leveren van onder andere complete meel- zeef-, transport- en temperatuurrinstallaties.
In de jaren ’60 verhuisde het bedrijf naar een hal van 2500 m², alwaar het pneumatische zuigweegsystemen voor mixers en kneders en silo’s in schaalconstructie, die in elk gebouw passen via een gestandaardiseerd modulair systeem, op de markt bracht.
Niet veel later waagde AZO de stap naar het buitenland en opende in 1978 een vestiging in de Verenigde Staten (Memphis, Tennessee). In 1980 gaf AZO groen licht voor het uitwerken van speciale software voor AZO applicaties en het ontwikkelen van elektronische weegbesturingen. Een grote opdracht uit de specerijensector leidde in 1983 nog tot de ontwikkeling en implementatie van een volautomatisch containersysteem. In de jaren ’80 ontwikkelde AZO systemen voor automatisering van kleincomponenten en de automatisering van containersystemen en big bag-losstations.

## AZO na 1990
Op 1 januari 1990 deed Adolf Zimmermann een stapje terug en werd het bedrijf door zijn zonen Robert en Rainer overgenomen. Adolfs kleindochter Denise Zimmermann is sinds 2013 de eindverantwoordelijke binnen het bedrijf. AZO is door de jaren heen tot een multinational uitgegroeid met vestigingen over de hele wereld: Duitsland, België, Frankrijk, Thailand, de Verenigde Staten, China, Rusland en het Verenigd Koninkrijk. De hoofdvestiging bevindt zich in Osterburken.

## Bedrijfsstructuur
In 2004 werd hsh-Systeme für Prozess-IT, een bedrijf dat is opgericht in 1979 door Dieter Herzig, onderdeel van de AZO-groep. Deze nieuwe impuls speelde vooral een rol in de productie van procesleidings- en visualiseertechnieken. Zoatech GMBH werd in 2008 opgericht. Dit bedrijf richt zich volledig op vloeistoffen en half vast/half vloeibare stoffen. Respectievelijk gingen beide bedrijven toentertijd onder de naam van: AZO Controls en AZO Liquids. Sinds 1 januari 2019 is echter AZO controls samengesmolten met het moederbedrijf AZO GmbH + Co. KG en gaan nu samen onder dezelfde noemer. 
In het jaar 2016 bedroeg de wereldwijde omzet €180 miljoen. Op dit moment werken er 1038 mensen bij AZO. (stand: januari 2017)